# Jean-Baptiste Biot
Jean-Baptiste Biot (21. duben 1774, Paříž – 3. února 1862 Paříž) byl francouzský fyzik, astronom a matematik. Jeho žákem, chráněncem, spolupracovníkem a blízkým přítelem byl Louis Pasteur. Ve české literatuře bývá občas Biotovo jméno uváděno v počeštěné podobě Jan Křtitel Biot.

## Život
Jean-Baptiste Biot byl absolventem École polytechnique. Na začátku 19. století se zabýval studiem polarizace a vztahy mezi elektrickým proudem a magnetismem. Biotův–Savartův zákon, který popisuje magnetické pole vygenerované ustáleným proudem, byl pojmenován po něm, podobně jako biotit (tmavá slída) a malý kráter na Měsíci. Je mu přičítáno prvenství objevu jedinečných optických vlastností slídy.
V roce 1804 dokončil balón plněný horkým vzduchem a podnikl výstup s Gay-Lussacem do výšky 5 kilometrů, aby prostudoval atmosféru Země. Jeho socha je jednou ze 146 soch umístěných na fasádě budovy Hôtel de ville de Paris.